# Războiul pentru succesiunea Antiohiei
Războiul pentru succesiunea Antiohiei a fost o serie de conflicte armate în nordul Siriei între anii 1201 și 1219, izbucnite din cauza succesiunii disputate la tronul lui Bohemund al III-lea de Antiohia. Principatul de Antiohia era principala putere creștină din regiune în ultimele decenii ale secolului al XII-lea, însă Regatul Armean al Ciliciei i-a contestat supremația. Cucerirea unei fortărețe importante, Bagras, în Siria, de către Levon al II-lea al Armeniei Ciliciene, a declanșat un conflict prelungit la începutul anilor 1190. Levon a încercat să cucerească Antiohia, dar locuitorii greci și latini ai orașului au format o comună care a împiedicat ocuparea acestuia de către soldații armeni. Fiul cel mare al lui Bohemund al III-lea, Raymond, a murit în 1197, lăsând un fiu de vârstă fragedă, Raymond-Roupen. Mama băiatului, Alice, era nepoata și moștenitoarea prezumtivă a lui Levon al II-lea. Bohemund al III-lea și nobilii antiohieni au confirmat dreptul lui Raymond-Roupen de a-i succeda bunicului său în Antiohia, dar comuna îl prefera pe fiul mai mic al lui Bohemund al III-lea, Bohemund (unchiul lui Raymond-Roupen), care era deja conte de Tripoli.
Bohemund de Tripoli a preluat Antiohia fără opoziție după moartea tatălui său, în aprilie 1201, ceea ce i-a determinat pe mulți nobili antiohieni să se refugieze în Armenia Ciliciana. Între 1201 și 1208, Levon a invadat principatul aproape în fiecare an, dar a fost nevoit să se întoarcă de fiecare dată în regatul său, deoarece fie az-Zahir Ghazi, emirul ayyubid al Alepului, fie Kaykaus I, sultanul selgiucid al Rumului, invadau Armenia Ciliciana în absența lui. Papa Inocențiu al III-lea l-a susținut inițial pe Levon. Totuși, conflictul dintre acesta și Cavalerii Templieri privind controlul asupra fortăreței Bagras a dus la excomunicarea lui Levon în 1208. În anii următori, Levon a cucerit noi fortărețe în Siria, dar le-a abandonat în 1213, încercând să-și îmbunătățească relațiile cu Sfântul Scaun. Profitând de izolarea lui Bohemund al IV-lea, Levon a intrat în Antiohia și l-a ajutat pe Raymond-Roupen să preia principatul în 1216. Curând însă, Levon a abandonat din nou Bagras și a pierdut în fața selgiucizilor fortărețele armene de la nord de Munții Taurus. Raymond-Roupen a crescut taxele, devenind nepopular în Antiohia. Relația sa cu Levon s-a tensionat, ceea ce i-a permis lui Bohemund al IV-lea să recucerească Antiohia în 1219. Războiul a contribuit la slăbirea statelor creștine din nordul Siriei.

## Context
După ce Saladin, sultanul ayyubid al Siriei și Egiptului, a cucerit aproape complet Regatul Ierusalimului la sfârșitul anilor 1180, Antiohia a devenit principala putere creștină din Levant. Până în 1186, Levon al II-lea, seniorul Armeniei Ciliciene, recunoscuse deja suzeranitatea lui Bohemund al III-lea al Antiohiei, însă relația dintre cei doi s-a tensionat după ce Bohemund a intrat în incapacitate de plată față de un împrumut contractat de la Levon. Saladin a anihilat armata de campanie a Ierusalimului în Bătălia de la Hattin din 1187. Ulterior, el a cucerit aproape toate teritoriile creștine occidentale din Siria și Palestina, însă Cruciada a treia (o mare expediție militară desfășurată de cruciați din Europa de Vest) a asigurat supraviețuirea celor trei state cruciate: Ierusalim, Tripoli și Antiohia.
În 1191, Levon a capturat și a reconstruit Bagras, o fortăreață de importanță strategică pe care Saladin o cucerise anterior de la Cavalerii Templieri. Bohemund i-a ordonat lui Levon să o restituie Templierilor, dar acesta a refuzat, susținând că dreptul său de cucerire recentă prevala asupra pretențiilor Templierilor, care își pierduseră proprietatea. După ce Bohemund a omis să includă Armenia Ciliciana în armistițiul său cu Saladin, în 1192, Levon l-a invitat pe Bohemund la Bagras pentru a discuta problema. Bohemund a acceptat invitația, dar Levon l-a luat prizonier și l-a forțat să cedeze orașul Antiohia. Deși nobilii antiohieni, înrudiți îndeaproape cu aristocrații armeni, erau dispuși să accepte dominația lui Levon, locuitorii orașului – în majoritate greci și latini – au format o comună și au împiedicat ocuparea orașului de către soldații armeni.
Pacea a fost restabilită prin medierea lui Henric I al Ierusalimului, care i-a convins atât pe Levon, cât și pe Bohemund să renunțe la pretențiile de suzeranitate unul asupra celuilalt. Ocuparea Bagrasului de către Levon a fost confirmată, iar fiul cel mare al lui Bohemund, Raymond, s-a căsătorit cu nepoata și moștenitoarea prezumtivă a lui Levon, Alice. Raymond a murit în 1197, iar văduva sa a dat naștere unui fiu postum, Raymond-Roupen. Bohemund al III-lea, ajuns aproape de vârsta de șaizeci de ani, i-a trimis pe Alice și pe fiul ei în Armenia, ceea ce arăta că nu dorea să recunoască dreptul nepotului său, încă sugar, de a-i succeda la conducerea Antiohiei.
Între timp, Levon unise Biserica Armeană din Cilicia cu Roma și recunoscuse suzeranitatea împăratului romano-german Henric al VI-lea. Trimisul împăratului, Conrad de Wittelsbach, arhiepiscop de Mainz, a fost prezent la încoronarea lui Levon ca primul rege al Armeniei Ciliciene, la 6 ianuarie 1198. La scurt timp după aceea, Conrad s-a deplasat la Antiohia și i-a convins pe Bohemund și pe baronii săi să jure că vor recunoaște dreptul lui Raymond-Roupen de a moșteni Antiohia.
Fiul mai mic al lui Bohemund al III-lea, Bohemund, conte de Tripoli, a contestat validitatea acestui jurământ. Cu sprijinul Templierilor, al Ospitalierilor și al comunei burghezilor, el și-a alungat tatăl din Antiohia la sfârșitul anului 1198. Trei luni mai târziu, Levon a invadat principatul, forțându-l pe Bohemund cel tânăr să-i permită tatălui său să revină în Antiohia. Papa Inocențiu al III-lea a sprijinit, de asemenea, restabilirea lui Bohemund al III-lea în Antiohia, dar, răspunzând cererii Templierilor, a început totodată să-l îndemne pe Levon să le restituie fortăreața Bagras.

## Războiul

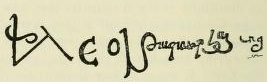
Semnătura lui Levon, primul rege al Armeniei Ciliciene. El a luat armele în sprijinul lui Raymond-Roupen, pentru a cuceri Principatul Antiohiei de la unchiul acestuia, Bohemund al IV-lea.

### Prima fază
Când Bohemund al III-lea a murit, în aprilie 1201, Bohemund de Tripoli s-a grăbit să ajungă la Antiohia, unde, fiind cea mai apropiată rudă în viață a defunctului prinț, a fost recunoscut de comuna locuitorilor orașului ca moștenitor legitim al tatălui său. Nobilii care îl considerau pe Raymond-Roupen (unicul fiu al fiului cel mare al lui Bohemund al III-lea) ca fiind prințul de drept au fugit în Armenia Ciliciana. Bohemund al IV-lea i-a câștigat de partea sa pe Cavalerii Ospitalieri, achitând un împrumut pe care Raymond al III-lea de Tripoli îl contractase de mult de la aceștia.
Războiul, care s-a extins pe mai multe fronturi, a fost declanșat de sprijinul continuu al lui Levon pentru pretențiile lui Raymond-Roupen. Pe parcursul conflictului, nici Levon și nici Bohemund al IV-lea nu au reușit să controleze simultan propriile teritorii (Armenia Ciliciana și Tripoli, respectiv) și Antiohia, din cauza forțelor insuficiente. Az-Zahir Ghazi, emirul ayyubid al Alepului, și sultanii selgiucizi ai Rumului erau mereu pregătiți să invadeze Armenia Ciliciana, în timp ce conducătorii ayyubizi ai orașelor Hama și Homs controlau teritoriul dintre Antiohia și Tripoli, împiedicând deplasarea trupelor lui Bohemund între cele două state ale sale.
La scurt timp după ce Bohemund s-a întors la Antiohia, Levon a pus orașul sub asediu pentru a susține cauza lui Raymond-Roupen. Aliații lui Bohemund, az-Zahir Ghazi și sultanul Suleiman al II-lea al Rumului, au invadat Armenia Ciliciana, forțându-l pe Levon să se retragă din Antiohia în iulie 1201. Curând după aceea, Levon a trimis scrisori către papa Inocențiu al III-lea, informându-l despre colaborarea lui Bohemund cu conducătorii musulmani. În 1202, Levon a invadat din nou Antiohia, dar Aimery, regele Ierusalimului și al Ciprului, împreună cu legatul papal, cardinalul Soffredo, au mediat un armistițiu. După ce Bohemund al IV-lea a refuzat să recunoască dreptul Sfântului Scaun de a judeca problema succesiunii din Antiohia, Levon a reluat războiul în 1203. Profitând de absența lui Bohemund, Levon a pătruns în Antiohia la 11 noiembrie, dar nu a reușit să cucerească cetatea, care era apărată de Templieri și de trupele comunei. La scurt timp, az-Zahir Ghazi a invadat din nou Armenia Ciliciana, obligându-l pe Levon să se retragă în regatul său. În mai 1204, Bohemund a depus omagiu față de Maria de Champagne, soția lui Balduin, primul împărat latin al Constantinopolului. Prin acest act, Bohemund l-a recunoscut pe Balduin ca succesor legitim al împăraților bizantini, încercând astfel să contracareze relațiile strânse ale lui Levon cu curtea imperială germană.
Aristocratul tripolitan Renoart de Nephin s-a căsătorit cu o moștenitoare fără consimțământul lui Bohemund, fapt pentru care a fost condamnat de curtea princiară. Ca răspuns, el s-a răsculat împotriva lui Bohemund și l-a învins la porțile orașului Tripoli la sfârșitul anului 1204, În această bătălie, Bohemund și-a pierdut un ochi. Profitând de situație, Levon a ocupat fortărețele antiohiene din Munții Amanus, la granița sud-estică a Armeniei Ciliciene, care controlau drumul către Antiohia. De asemenea, el a pus sub asediu fortăreața de la Trapessac la 25 decembrie 1205, dar trupele lui az-Zahir Ghazi i-au învins armata. Între timp, Bohemund a înăbușit revolta lui Renoart în Tripoli, ceea ce i-a permis să se întoarcă la Antiohia și să-l constrângă pe Levon să semneze un armistițiu pe opt ani, în vara anului 1206,

### Conflictele cu Biserica
La momentul întoarcerii lui Bohemund, un legat papal, Petru din Capua, sosise deja la Antiohia. Inițial, acesta a acționat ca mediator neutru între Bohemund și Levon, dar a intrat într-un conflict dur cu patriarhul latin al Antiohiei, Petru de Angoulême (care îl susținea pe Raymond-Roupen), în legătură cu numirile în funcțiile bisericești, conflict ce a dus la suspendarea drepturilor patriarhale ale lui Petru de Angoulême. Profitând de situație pentru a scăpa de adversarul său, Bohemund l-a înlocuit pe Petru de Angoulême cu patriarhul ortodox grec al Antiohiei, Symeon al II-lea, cu sprijinul comunei, la începutul anului 1207. Acest act necanonic a stârnit indignarea atât a clerului, cât și a laicilor catolici din principat. În anul următor, Petru de Angoulême s-a împăcat cu legatul papal. El l-a excomunicat pe Bohemund și comuna, și i-a convins pe unii nobili să se răscoale împotriva lui Bohemund, forțându-l să se refugieze în cetate. Levon a intrat în Antiohia cu o mică forță, dar Bohemund a făcut o ieșire și i-a învins pe armeni. Petru de Angoulême a fost capturat și a murit de deshidratare în închisoare, în 1208.
În 1208, sultanul ayyubid al-Adil I a invadat Comitatul Tripoli, oferindu-i lui Levon ocazia de a jefui teritoriile din jurul Antiohiei. Bohemund l-a convins pe Kaykaus I, sultanul selgiucid al Rumului, să invadeze Armenia Ciliciana, obligându-l pe Levon să se retragă din Antiohia. Papa Inocențiu l-a însărcinat pe Albert Avogadro, patriarhul Ierusalimului, să medieze o pace. Avogadro, care era aliat al Cavalerilor Templieri, l-a îndemnat pe Levon să le restituie fortăreața Bagras. În încercarea de a reînnoi armistițiul, Levon i-a promis legatului că se va retrage din Bagras, dar și-a încălcat curând promisiunea. preferând în schimb să acorde fortărețe din Armenia Ciliciana Cavalerilor Teutoni. De asemenea, a pus capăt unirii Bisericii Armene cu Roma și a aranjat căsătoria lui Raymond-Roupen cu Helvis, sora lui Hugo I al Ciprului. În 1211, a atacat prin ambuscadă o caravană care transporta provizii către Templieri. În această ciocnire, Guillaume de Chartres, Marele Maestru al Templierilor, a fost grav rănit. Vestea acțiunii lui Levon l-a șocat pe papa Inocențiu, care a interzis oricărui conducător creștin să-l sprijine pe Levon și l-a îndemnat pe Ioan de Brienne, regele Ierusalimului, să intervină în favoarea Templierilor. Ioan a trimis cincizeci de cavaleri în nordul Siriei pentru a lupta împotriva lui Levon. Ca reacție, Levon i-a expulzat pe preoții latini din Armenia Ciliciana și i-a oferit adăpost patriarhului ortodox Symeon, care fusese alungat din Antiohia. De asemenea, l-a trimis pe Raymond-Roupen, care atinsese vârsta majoratului în acea perioadă, să jefuiască regiunea Antiohiei în 1212.

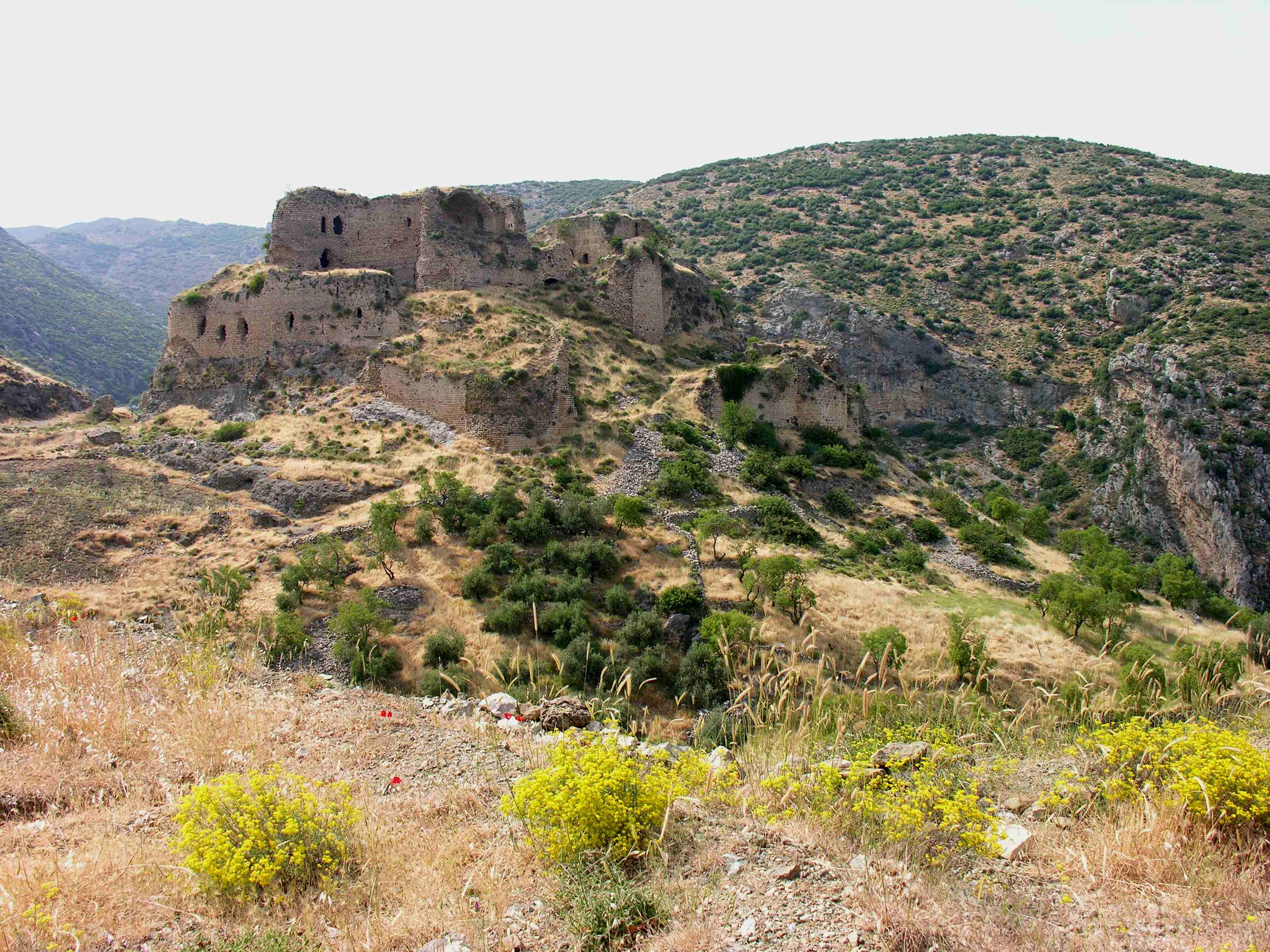
Ruinele fortăreței Bagras: disputa privind posesia acestei fortărețe importante a provocat un conflict de lungă durată între Armenia Ciliciana și Cavalerii Templieri.

Levon și-a dat seama că îl putea învinge pe Bohemund doar dacă ajungea la un acord cu principalii săi aliați: Templierii, papalitatea și Regatul Ierusalimului. În acest scop, el a renunțat la toate teritoriile pe care le cucerise de la Templieri, deși a păstrat fortăreața Bagras. De asemenea, în 1214, și-a căsătorit fiica cea mare, Ștefania, cu Ioan de Brienne. Aceste acțiuni l-au împăcat pe papa Inocențiu, care i-a ridicat excomunicarea. În aceeași perioadă, poziția lui Bohemund s-a slăbit. Asasinii, care controlau o regiune situată între Antiohia și Tripoli, i-au ucis fiul cel mare, Raymond, în orașul tripolitan Tortosa, în 1213. În anul următor, Bohemund a atacat fortăreața Asasinilor de la Khawabi, însă aceștia au cerut ajutorul vechiului său aliat, az-Zahir Ghazi din Alep. Temându-se de puterea tot mai mare a lui Bohemund, az-Zahir s-a aliat cu al-Adil, forțându-l pe Bohemund să abandoneze asediul. Bohemund i-a trimis scuze lui az-Zahir, dar alianța conducătorilor musulmani l-a obligat să se concentreze pe apărarea Tripoliului.

### Raymond-Roupen la Antiohia
Cu sprijinul lui Levon, Raymond-Roupen a început să își atragă noi aliați în Antiohia începând cu aproximativ anul 1215, promițând acordarea de terenuri Ospitalierilor și nobililor antiohieni, inclusiv lui Acharie de Sermin, conducătorul comunei burghezilor. Profitând de absența lui Bohemund al IV-lea, Levon și armata sa au pătruns în Antiohia în noaptea de 14 februarie 1216. Câteva zile mai târziu, Templierii, care dețineau cetatea, s-au predat fără luptă. Raymond-Roupen a fost consacrat ca prinț de către patriarhul latin al Antiohiei, Petru de Ivrea. După ce și-a consolidat controlul asupra principatului, Levon a restituit fortăreața Bagras Cavalerilor Templieri. În absența lui Levon, Kaykaus I a capturat fortărețele armene din nordul Munților Taurus, ceea ce l-a obligat să se concentreze pe apărarea Armeniei Ciliciene.
Cum Raymond-Roupen a găsit vistieria goală la Antiohia, a mărit taxele și a pierdut rapid sprijinul popular. Relația sa cu Levon s-a deteriorat, de asemenea. În 1217, Raymond-Roupen a încercat să-l captureze pe Levon, dar Templierii l-au salvat pe regele armean. La începutul anului următor, ginerele lui Levon, regele Ioan al Ierusalimului, l-a recunoscut pe Bohemund ca prinț legitim al Antiohiei, dar nu a făcut niciun efort pentru a-l reinstala. Bohemund și-a consolidat sprijinul prin căsătoria cu Melisende, sora regelui Hugo I al Ciprului. Nemulțumirea generală a culminat cu o revoltă în Antiohia în 1219, al cărei lider, William Farabel, l-a invitat pe Bohemund să revină în oraș. După sosirea lui Bohemund, Raymond-Roupen s-a refugiat inițial în cetate, dar a abandonat-o curând și a fugit în Armenia Ciliciana. Înainte de a părăsi orașul, a încredințat cetatea Cavalerilor Ospitalieri. Nu va mai recăpăta niciodată controlul asupra Antiohiei.

## Urmări
Levon era pe moarte când Raymond-Roupen a ajuns în Armenia Ciliciana Odată cu restabilirea lui Bohemund și moartea lui Levon în mai 1219, războiul, în cuvintele istoricului Jochen Burgtorf, „s-a încheiat într-un mod destul de lipsit de spectaculozitate”. Levon l-a dezmoștenit pe Raymond-Roupen și și-a lăsat regatul fiicei sale de cinci ani, Isabella, Atât Raymond-Roupen (nepotul fratelui mai mare al lui Levon, Rupen), cât și Ioan, regele Ierusalimului (soțul fiicei mai mari a lui Levon, Stephanie), au refuzat să accepte testamentul lui Levon și au revendicat Armenia Ciliciana pentru ei înșiși Noul conflict a slăbit și mai mult statele creștine din nordul Siriei.